# Source d'ions hydrogène négatifs
 (juin 2017).
Si vous disposez d'ouvrages ou d'articles de référence ou si vous connaissez des sites web de qualité traitant du thème abordé ici, merci de compléter l'article en donnant les références utiles à sa vérifiabilité et en les liant à la section « Notes et références ».
Une source d'ions hydrogène négatifs est un dispositif utilisé pour générer des ions H−.

## Présentation
Une source d’ions représente le premier élément d’un accélérateur de particules. Des groupes de recherche se chargent de concevoir et de fabriquer ces sources afin qu’elles soient par la suite utilisées dans de grands accélérateurs, notamment au CERN, à Genève.
Ces sources ont pour but de créer un faisceau d’ions suffisamment chargé pour que celui-ci puisse être injecté dans un accélérateur. Il en existe différentes sortes, dont la source d'ions « hydrogène » négatifs.
Cette source présente un avantage dans le sens où l'injection d'ions (H−) dans un accélérateur de protons est plus efficace que si l'on injecte des protons (H+).

## Description et schéma de la source d'ions H−

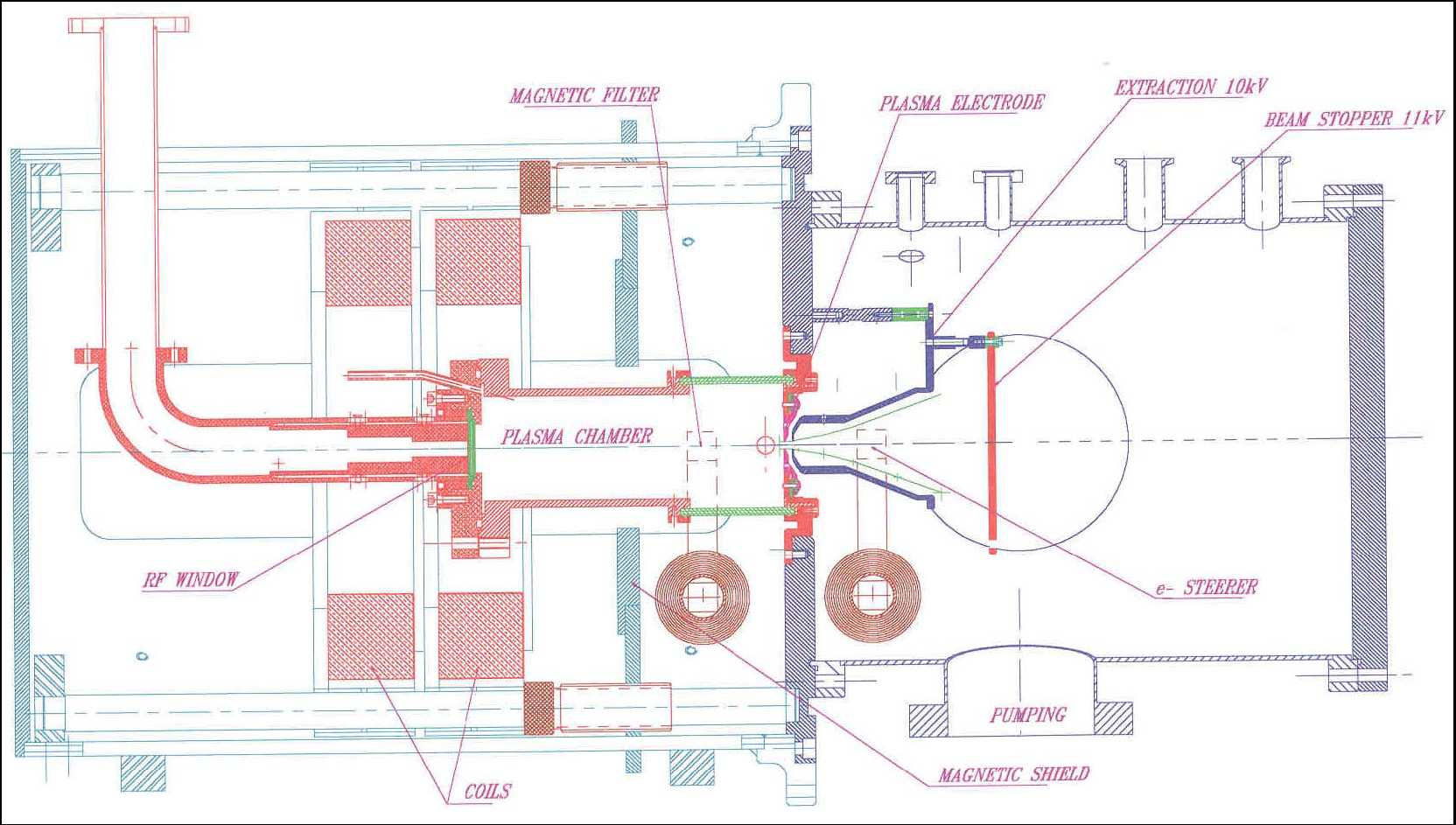
Schéma d'une source d'ions H−

Cette source se présente sous la forme d’une enceinte reliée à un guide d’ondes rectangulaire situé à l’extrême gauche de la figure. Ce dernier permet l’injection d'une onde HF nécessaire au processus de résonance cyclotronique électronique, expliqué ci-après. On injecte cette onde HF sous forme pulsée.
L'enceinte, au centre, est une chambre entourée de deux bobines cylindriques permettant de créer un champ magnétique. Par ailleurs, un blindage magnétique est installé au contact des bobines afin de réduire la présence du champ dans la zone d’extraction des ions (H−).
Les ions H− sont produits dans cette chambre.

## Processus de résonance cyclotronique électronique
Un ion H− est la combinaison d’un atome d’hydrogène H avec un électron. Pour parvenir à un tel phénomène, une molécule de dihydrogène (composée de deux atomes d’hydrogène et de deux électrons) doit subir tout un ensemble de transformations, expliquées ci-après. 
Il existe différentes méthodes pour produire des ions H−. La production en volume consiste à injecter une onde HF fixée à 2,45 GHz dans l'enceinte alimentée en dihydrogène (constituant un plasma). On va ainsi exciter ces molécules. Grâce aux deux bobines situées autour de cette chambre, on crée un champ magnétique qui va intervenir dans le processus de production des ions H−.  Il est déterminé en fonction de la valeur de la HF :
On part de la formule : ωHF = q B/m
avec :
q, représentant la charge d’un électron (1,6 × 10-19 C) ;
m, sa masse (9,1094 × 10-31 kg) ;
B, le champ magnétique à appliquer.
À partir de la pulsation de la HF (ωHF) fixée, il doit exister à l’intérieur de la source un endroit géométrique où le champ magnétique correspondant est de 875 gauss. Si ces conditions sont respectées, on va alors créer des surfaces de résonance ECR (Electronic Cyclotronic Resonance) dans l’enceinte.
Des électrons libres, voyant le champ magnétique, se mettent à tourner autour de ses lignes de champ. Lorsque leur fréquence de giration est égale à celle de l’onde HF, il se produit un phénomène de résonance cyclotronique électronique (ECR). Un effet d’accélération des électrons va alors être observé, ce qui veut dire que ces derniers acquièrent de l’énergie cinétique. Ces électrons énergétiques ainsi générés représenteront une population d’électrons dits « chauds ». Leur énergie cinétique est de l’ordre de plusieurs dizaines d’électrons-volts. Grâce à l’application du champ électromagnétique associé à la propagation de l’onde, leur rayon de giration va s’accroître au passage des surfaces de résonance.
Cette population d’électrons énergétiques va ensuite exciter et/ou ioniser les molécules de dihydrogène par collisions électrostatiques, toujours en tournant en phase avec la fréquence de l’onde HF. Plusieurs réactions entre ces éléments sont alors possibles.

## Réactions possibles et fabrication des ions H−
À l'intérieur de l'enceinte de la source, quelques réactions se produisent à la suite de la formation d'électrons chauds. Il s'agit des réactions d'excitation (produisant une molécule de dihydrogène excitée notée H2*), de dissociation et de ionisation.
Toutes ces réactions étant concurrentes, on peut alors remarquer dans l’enceinte de la source la présence d’ions hydrogène H+, d’ions de dihydrogène H2+, d’électrons e−, et aussi de molécules de dihydrogène H2 ou d’atomes d’hydrogène H, plus ou moins excités. Une partie du dihydrogène a donc été ionisée, créant ainsi ce qu'on appelle un plasma (gaz globalement neutre constitué de particules chargées et de particules neutres).
D’après les réactions qui ont lieu entre les différents éléments, de plus en plus d’électrons circulent librement. Par collisions multiples avec les différents composants du plasma, ils vont devenir très faiblement énergétiques : on parle de thermalisation des électrons, ce qui va former une population d’électrons dits « froids ».
Pour produire des ions H−, la présence de molécules de dihydrogène excitées est indispensable. La seule réaction qui permet d’engendrer ce processus parmi celles expliquées précédemment est la réaction d’excitation.
Ainsi, lorsqu’une molécule de dihydrogène suffisamment excitée rencontre un électron froid, elle se dissocie en libérant un atome d’hydrogène et un ion H−. Ce dernier n’est autre que la combinaison de l’atome restant de la molécule de dihydrogène avec l’électron froid à l’origine de la collision électrostatique. Ce phénomène est appelé « attachement dissociatif » :
H2* + efroid ⟶ H + H−
Mais un problème se pose ici : les électrons chauds, qui sont à l’origine de la formation de molécules de dihydrogène excitées H2*, en sont aussi les destructeurs. De plus, sans molécules de H2*, on ne peut pas produire d’ions H−. Cela veut dire que si on laisse les molécules H2* en présence de ces électrons chauds, la production d’ions H− est impossible. Cette réaction se faisant avec des électrons froids, il faut séparer ces derniers de la population d’électrons chauds. C’est pourquoi une grille, qui va permettre cette séparation, a été insérée dans la chambre plasma.

## Système d'extraction

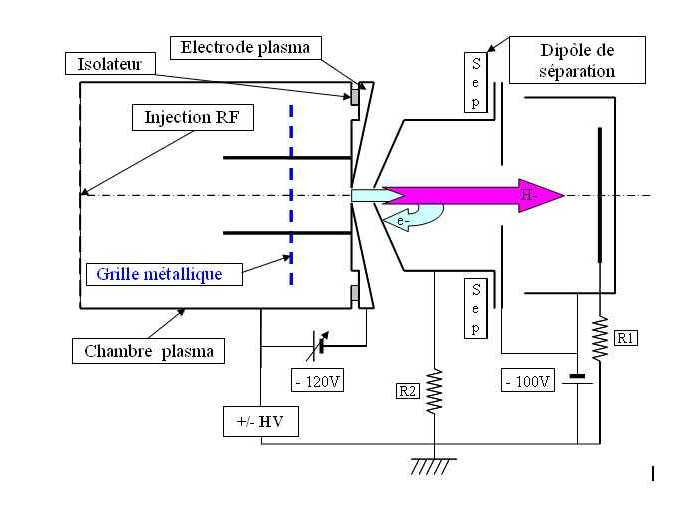
Schéma du système d'extraction des ions H−

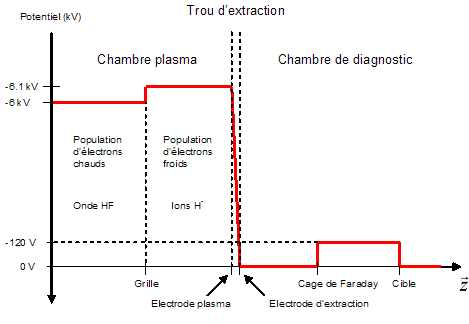
Polarisation des éléments du système d’extraction

On polarise ici la source et l’électrode plasma négativement (environ −6 kV) et on laisse l’électrode d’extraction à la masse. On va alors créer un champ électrique entre ces deux électrodes. Cela va permettre d’extraire les particules négatives (des ions H− formés et des électrons) qui seront attirées par le potentiel le plus élevé.
On peut aussi remarquer la présence d’un séparateur autour de l’électrode d’extraction. Il s’agit d’un aimant réglable. L’application d’un champ magnétique permet de filtrer les éléments légers (les électrons) des éléments lourds (les ions H−) du faisceau. Ce champ créé par le dipôle a été adapté afin de ne collecter que les ions H−.
Le faisceau d’ions H− ainsi filtré va aller frapper sur une cible en cuivre, grâce à laquelle on pourra mesurer l’intensité du faisceau. La cible, reliée à une résistance pour permettre cette mesure, se situe à l’intérieur d’une cage de Faraday. La boîte extérieure de la cage est polarisée négativement (environ −120 V). Ainsi, les électrons secondaires spontanément émis lors de l’interaction entre les particules énergétiques et la surface de la cible sont repoussés par ce potentiel négatif. De cette manière, on mesure correctement le nombre de particules incidentes collectées sur la cible.
Sur le schéma présentant les différents potentiels des éléments du système d’extraction, on peut remarquer que deux enceintes sont séparées par le trou d’extraction du faisceau. Il s’agit de la chambre plasma, déjà présentée, et de la chambre de diagnostic, où le faisceau vient frapper sur la cible et les mesures sont effectuées.
La principale mesure effectuée sur le faisceau est le courant qu’il délivre. Ces mesures sont faites dans la chambre de diagnostic où règne une pression d’environ 10−2 Pa (10−5 mbar). Cette pression est nécessaire afin de limiter les pertes lors du transport du faisceau. Ainsi, un faisceau d'ions suffisamment intense sera par la suite injecté dans un accélérateur de particules.

## Laboratoires de recherche
- CEA/Dapnia
- CNRS